# مبدل (افزار)

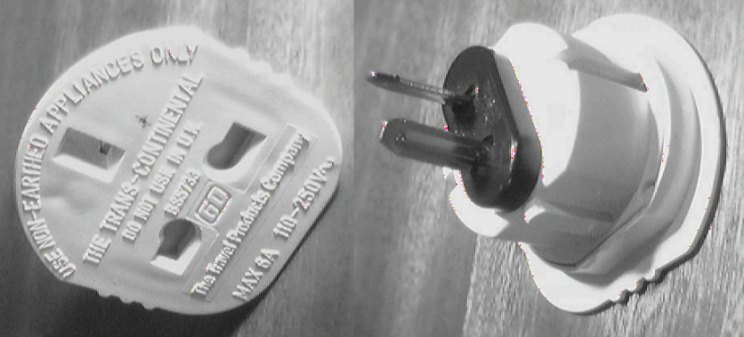
این تبدیل مسافرتیِ دوشاخه برق اجازه می‌دهد تا دوشاخه‌های بریتانیایی به پریزهای آمریکایی یا استرالیایی متصل شوند.

مبدل یا تبدیل یا آداپتور وسیله‌ای است که مشخصه‌های یک دستگاه یا یک سامانه الکتریکی را به مشخصه‌های یک دستگاه یا سامانه ناسازگار تبدیل می‌کند. برخی، مشخصه‌های توان یا سیگنال را تغییر می‌دهند، در حالی که برخی دیگر صرفاً شکل فیزیکی یک اتصال‌دهنده را به دیگری تطبیق می‌دهند.

## مبدل‌های اِی‌سی-به-دی‌سی

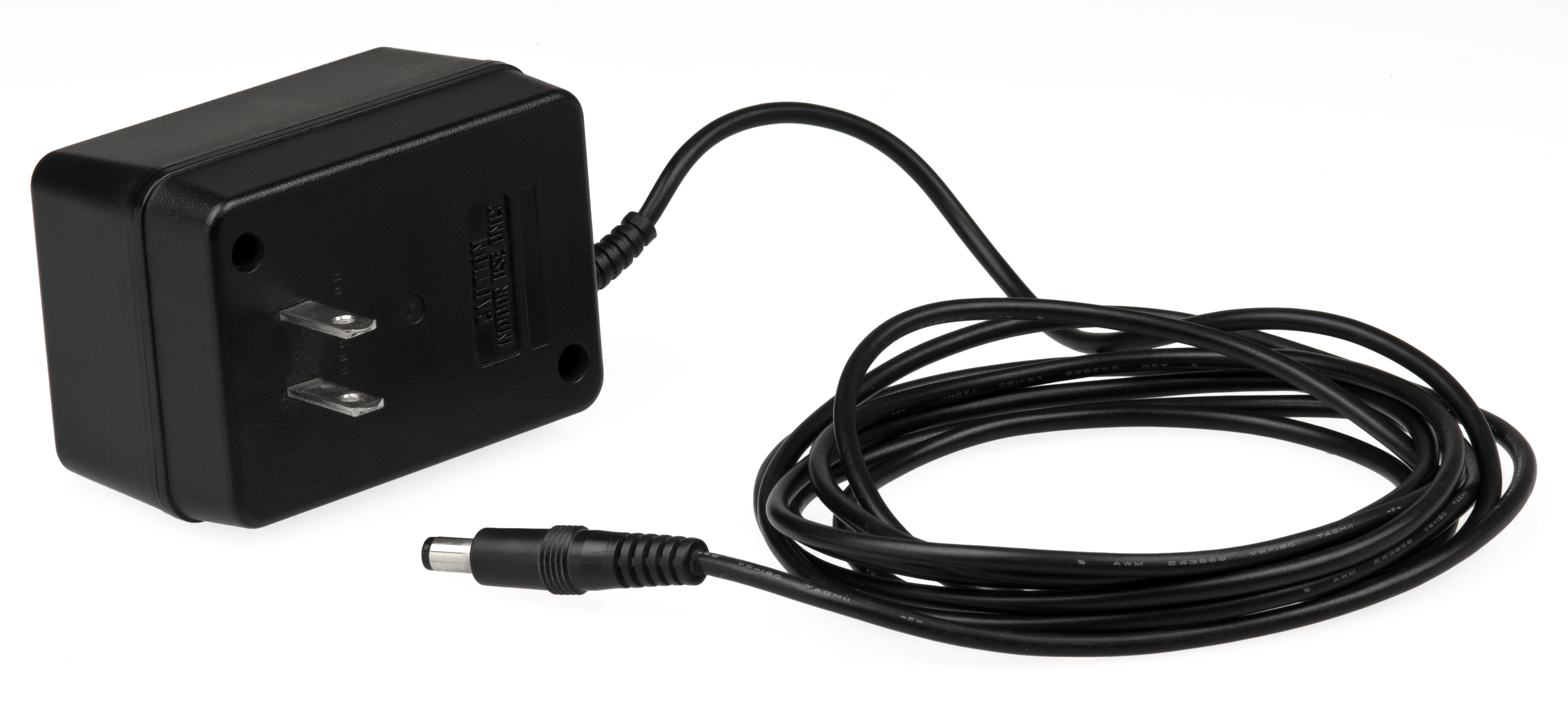
یک آداپتور برق متناوب از نوع «مکعبی».

منبع تغذیه AC به DC، برق را از ولتاژ برق خانگی (اعم از ۱۲۰ یا ۲۳۰ ولت متناوب) به DC ولتاژ پایین مناسب برای تغذیه لوازم الکترونیکی مصرفی تبدیل می‌کند. منابع تغذیه کوچک و جدا شده برای لوازم الکترونیکی مصرفی، آداپتورهای ای‌سی یا شارژر نامیده می‌شوند.

## مبدل‌های کامپیوتر

### مبدل برای پورت‌های خارجی
یک نوع متداول مبدل یواس‌بی است.
یکی از انواع مبدل پورت سریال اتصالات بین کانکتورهای ۲۵-پایه و ۹-پایه را امکان‌پذیر می‌کند، اما بر ویژگی‌های مربوط به توان الکتریکی و سیگنال‌دهی تأثیر نمی‌گذارد.